# Великородний Ілля Гнатович
Ілля Гнатович Великородний (нар. 1897, Парасковія, Полтавська губернія, Російська імперія — пом. 23 квітня 1945, Ольштин, Східна Пруссія) — учасник Німецько-радянської війни, зокрема Оршанської та Східно-Прусської операцій. Рядовий Червоної армії.

## Життєпис
Народився 1897 року у селі Парасковія Костянтиноградського повіту Полтавської губернії в родині селянина Гната Герасимовича Великородного і селянки Меланії Захарівни Дворник. Українець.
13 травня 1918 року одружився з Ганною Павлівною Шкориною. Колгоспник. Безпартійний. Мав 2 класи освіти. У 1927 році мав 0,52 гектара садибної землі і 3,95 гект. рільної.
1 жовтня 1943 року, після звільнення Парасковії, був мобілізований до лав РСЧА. Воював у 352-й Стрілецькій Оршанській червонознаменній ордена Суворова дивізії 1160-го Стрілецького Мінського полку 5-ї армії 3-го Білоруського фронту. Нагороджений медалями «За отвагу» і «За боевые заслуги».
Учасник боїв за Оршу і Смолевичі. Брав участь у знищенні оточеного Східно-Пруського угрупування. Під час цих операцій, займався доставкою боєприпасів і харчів, а під час однієї з контратак противника, вбив до 5 ворогів.
16 квітня 1945 р. поступив на лікування у госпіталь, а вже через тиждень, 23 квітня, помер від сепсису у віці 48 років. Похований у Східній Пруссії (нині Польща) в м. Ольштин, вул. Войскова, могила № 16, поховання № 87228312.